# Caetano Caruso
Caetano Rocha Caruso é um diretor de televisão, roteirista e cineasta brasileiro. É filho dos atores Jussara Freire e Marcos Caruso.
Formado em cinema pela FAAP e em cinema documental pela ESCAC, em Barcelona, foi diretor geral de produções da Rede Globo, como as novelas "Volta por Cima", "Elas por Elas", "Travessia", "A Dona do Pedaço" e "Malhação: Viva a Diferença". Também dirigiu séries como Juacas (Disney Channel), "Trair e Coçar É Só Começar" (Multishow) e Teca na TV (TV Cultura). 
Como assistente de direção, trabalhou na novelas "Bicho do Mato" (RecordTV) e "Um Menino Muito Maluquinho" (TV Brasil).
Caruso conquistou o prêmio de Melhor Montagem no Festival de Brasília com o curta Bípedes e de Melhor Filme na Mostra Internacional del Documental Independente Cádiz.Doc com o filme Desconcierto.